# Храм Івана Кронштадтського (Мелітополь)
Храм Івана Кронштадтського — православний храм у Мелітополі. Належить до Запорізької та Мелітопольської єпархії Української Православної Церкви (Московського патріархату). Настоятель храму — протоієрей Ігор Зубко. Храм розташований за адресою вул. Академіка Корольова, 133-В.
Православна громада храму була організована та зареєстрована у 1991 році, через рік після канонізації Івана Кронштадтського. У 1995 році парафію очолив молодий священик Ігор Зубко, і громада отримала для богослужінь напівзруйновану будівлю. У короткий термін будинок було відреставровано, і 2 січня 1996 року відбулася перша служба. Наступні 2 з половиною роки у храмі проходили регулярні богослужіння, але водночас вівся пошук земельної ділянки для будівництва нового храму.
|              | І, як завжди, не обійшлося без дива. Якось до храму зайшла жінка і, не приховуючи свого подиву, розповіла історію про те, як ще у 60-ті роки вона знала двох старих братів, які протягом багатьох років ходили молитися до лісорозсадника. На запитання: "навіщо вони ходять сюди?" — брати відповідали, що мине час, і на цьому місці буде храм. І ця вже немолода жінка люб'язно вказала нам це місце, яке виявилося пустирем. |
| — Сайт храму | |

Громада зайнялася оформленням документів, необхідних для будівництва храму на цій ділянці, і на початок 1998 року всі необхідні дозволи було отримано. Для тимчасового здійснення богослужінь біля будівництва було встановлено залізничний вагон. До осені 1998 року було закладено фундамент нового храму та розпочато зведення стін. У будівлю храму було закладено мощі Луки Кримського. До 2000 року на храмі було влаштовано дах і на центральному куполі встановлено хрест. Після смерті у 2002 році мелітопольського підприємця Олега Олексенка, який був одним із головних спонсорів будівництва храму, роботи сповільнилися, але незабаром фінансування будівництва продовжила родина Олега Олексенка.
2 січня 2005 року, в день пам'яті Івана Кронштадтського, храм був освячений архієпископом Запорізьким та Мелітопольським Василем. Після цього в храмі продовжились роботи з оздоблення інтер'єру та розпису стін, встановлення іконостасу з різьбленою царською брамою, оздоблення ліпниною колон та ікон.
Наприкінці 2008 року було розпочато будівництво храмової дзвіниці, а 26 листопада 2009 року дзвіниця вже була увінчана куполом та хрестом. Цього ж дня вперше заграли 8 дзвонів, встановлених на дзвіниці.